# علی‌اکبر امین‌التجار
حاج میرزا علی‌اکبر امین‌التجار تربتی با نام خانوادگی امینی (حدود ۱۲۵۰خ تربت حیدریه - نامعلوم) بازرگان و نخستین نماینده تربت حیدریه در مجلس شورای ملی بود.
پدرش حاج غلام‌علی هراتی بود. حاج علی‌اکبر از بازرگانان ثروتمند تربت حیدریه و صاحب املاکی در باخرز، سده، سلامی، اکبرآباد، جنت‌آباد، جنگل و همچنین خود تربت بود، از جمله منازلی در باغ‌سلطانی که به‌منازل بالا و پائین شهرت داشت. املاک جنت آباد و جنگل را به سبب خدماتی که تیمورتاش به او کرده بود، به وی پیشکش کرد. در ۲۵ سالگی به سفر حج رفت و در سال ۱۳۰۵ به نمایندگی از تربت حیدریه وارد مجلس شورای ملی شد. تربت حیدریه تا آن تاریخ حوزه انتخابیه مستقلی نبود و در این دوره (ششم) برای نخستین بار دارای نماینده در مجلس شورای ملی شد. امین‌التجار در دوره‌های هفتم و هشتم نیز کرسی خود را در مجلس حفظ کرد.
خانه امین‌التجار در تربت حیدریه که در دوره قاجار ساخته شده، در سال ۱۳۸۸ به تملک سازمان میراث فرهنگی درآمد و مرمت شد و اکنون اداره میراث فرهنگی در آن مستقر است. سرای امین، قدیمی‌ترین بازار تربت حیدریه نیز به نام اوست. این بازار را حاج محمدرضا لاری با نظارت حاج علی‌اکبر امین‌التجار در دوره قاجار ساخته و وقف کرده‌است.
حاج امبن‌التجار سه همسر داشت: فاطمه خانم (معروف به بی بی معصومه) ورقه یا ورقا خانم و بی بی حلیمه. او در قبرستان قدیم تربیت حیدریه کنار نوانخانه (بهزیستی کنونی) در مقبره‌ای مسقف، چهارگوش و آجری به خاک سپرده شده‌است. هنگام فوت او، شهر تربت حیدریه تعطیل شد و او را با راه انداختن دسته‌های سینه‌زنی به خاک سپردند.